# 中央日報 (韓國)
《中央日報》（韩语：／ JoongAng Ilbo）是在韓國出版及發行的一份日報，以韓文發行，創刊於1965年，總社位於首爾特別市中區，發行量達2,084,782份，與《朝鮮日報》及《東亞日報》並稱「韓國三大報業集團」。中央日报虽属韩国三大保守派报业，但在政治立场上不同于《朝鲜日报》与《东亚日报》。政治立场偏自由主义，经济立场则偏重亲财阀。

## 歷史
《中央日報》於1965年9月22日由三星集團創辦人李秉喆創立。曾擁有同集團旗下的另一家公司東洋廣播公司（TBC），设有AM639千赫的電台波段頻道及電視第7頻道。後來全斗煥執政時，TBC被政府以「言論統廢合」強行解散並合併至韓國放送公社（KBS）。2011年，隨著韓國一系列與媒體相關的法律法規的通過，《中央日報》正式成立JTBC，為當年成立的四家綜合編成頻道之一。
《中央日報》是韓國第一份改用橫排刊登新聞的報章。
该报还同时发行英文版，名称为Korea JoongAng Daily。
從2007年3月18日開始，《中央日報》每逢星期日都會推出星期日特別號《中央Sunday》，在韓國屬首創。另外，香港版的《中央日報》每逢星期三會隨報附送一份有關在港韓國人生活消息的特刊。

## 國際合作
《中央日報》與日本的時事通信社、日本經濟新聞保持友好關係，日本分社位於東京都中央區銀座時事通信大樓。同時還與中国大陆的人民网保持友好關係，部分內容引用了中国新闻社报道。
该报有一個教導中文的專欄《一二三中國語（이얼싼중국어）》。